# Tour de California femenino 2019
La 5.ª edición del Tour de California femenino (oficialmente: Amgen Tour of California Women’s Race) se celebró en Estados Unidos entre el 16 y el 18 de mayo de 2019 con inicio en la ciudad de Ventura y final en la ciudad de Pasadena en el estado de California. El recorrido constó de un total de 3 etapas sobre una distancia total de 286 km.
La carrera formó parte del UCI WorldTour Femenino 2019 como competencia de categoría 2.WWT del calendario ciclístico de máximo nivel mundial siendo la decimoprimera carrera de dicho circuito y fue ganada por la neerlandesa Anna van der Breggen del Boels-Dolmans. El podio lo completaron la estadounidense Katie Hall, compañera de equipo de la vencedora, y la sudafricana Ashleigh Moolman del CCC-Liv.

## Equipos participantes
Tomaron parte en la carrera un total de 16 equipos invitados por la organización, todos de categoría UCI Team Femenino, quienes conformaron un pelotón de 92 ciclistas de las cuales finalizaron 76. Los equipos participantes fueron:
| Equipos femeninos (16)- Astana Women's - BePink - Boels Dolmans - Canyon-SRAM Racing - CCC-Liv - Cogeas-Mettler - Drops - Hagens Berman-Supermint - Rally UHC Cycling Women - Sho-Air Twenty20 - Swapit Agolico - Sunweb Women - Tibco-Silicon Valley Bank - Trek-Segafredo - Valcar Cylance - WNT-Rotor Pro Cycling |
| |

## Etapas
| Etapa     | Fecha     | Recorrido                   | type             | Distancia (km) | Ganador              | Líder                |
| --------- | --------- | --------------------------- | ---------------- | -------------- | -------------------- | -------------------- |
| 1.ª etapa | 16 de may | Ventura – Ventura           | etapa escarpada  | 96,5           | Anna van der Breggen | Anna van der Breggen |
| 2.ª etapa | 17 de may | Ontario – Monte San Antonio | etapa de montaña | 74             | Katie Hall           | Anna van der Breggen |
| 3.ª etapa | 18 de may | Santa Clarita – Pasadena    | etapa escarpada  | 115,5          | Elisa Balsamo        | Anna van der Breggen |

## Desarrollo de la carrera

### 1.ª etapa
| Ventura - Ventura | etapa escarpada | (96,5 km) |

| \| Clasificación de la etapa \| Clasificación de la etapa \| Clasificación de la etapa \| Clasificación de la etapa \| Clasificación de la etapa \| \| Ciclista \| Ciclista \| Equipo \| Tiempo \| \| \| ------------------------- \| ------------------------- \| ------------------------- \| ------------------------- \| ------------------------- \| \| 1.ª \| Anna van der Breggen \| Boels Dolmans \| 2 h 36 min 17 s \| \| \| 2.ª \| Elisa Balsamo \| Valcar Cylance \| + 18 s \| \| \| 3.ª \| Arlenis Sierra \| Astana Women's Team \| + 18 s \| \| \| 4.ª \| Leah Kirchmann \| Sunweb \| + 18 s \| \| \| 5.ª \| Ashleigh Moolman-Pasio \| CCC-Liv \| + 18 s \| \| \| 6.ª \| Katarzyna Niewiadoma \| Canyon-SRAM Racing \| + 18 s \| \| \| 7.ª \| Emma White \| Rally Cycling \| + 18 s \| \| \| 8.ª \| Lizzie Deignan \| Trek-Segafredo \| + 18 s \| \| \| 9.ª \| Brodie Chapman \| Tibco-Silicon Valley Bank \| + 20 s \| \| \| 10.ª \| Marta Cavalli \| Valcar Cylance \| + 20 s \| \| |                        |                           |                 |
| |                        |                           |                 |
| Fuente: ProCyclingStats |                        |                           |                 |
| Clasificación de la etapa |                        |                           |                 |
| Ciclista | Ciclista               | Equipo                    | Tiempo          |
| 1.ª | Anna van der Breggen   | Boels Dolmans             | 2 h 36 min 17 s |
| 2.ª | Elisa Balsamo          | Valcar Cylance            | + 18 s          |
| 3.ª | Arlenis Sierra         | Astana Women's Team       | + 18 s          |
| 4.ª | Leah Kirchmann         | Sunweb                    | + 18 s          |
| 5.ª | Ashleigh Moolman-Pasio | CCC-Liv                   | + 18 s          |
| 6.ª | Katarzyna Niewiadoma   | Canyon-SRAM Racing        | + 18 s          |
| 7.ª | Emma White             | Rally Cycling             | + 18 s          |
| 8.ª | Lizzie Deignan         | Trek-Segafredo            | + 18 s          |
| 9.ª | Brodie Chapman         | Tibco-Silicon Valley Bank | + 20 s          |
| 10.ª | Marta Cavalli          | Valcar Cylance            | + 20 s          |

| \| Clasificación general \| Clasificación general \| Clasificación general \| Clasificación general \| Clasificación general \| \| Ciclista \| Ciclista \| Equipo \| Tiempo \| \| \| --------------------- \| ---------------------- \| ------------------------------------ \| --------------------- \| --------------------- \| \| 1.ª \| Anna van der Breggen \| Boels Dolmans \| 2 h 36 min 04 s \| \| \| 2.ª \| Elisa Balsamo \| Valcar Cylance \| + 25 s \| \| \| 3.ª \| Arlenis Sierra \| Astana Women's Team \| + 27 s \| \| \| 4.ª \| Lizzie Deignan \| Trek-Segafredo \| + 29 s \| \| \| 5.ª \| Leah Kirchmann \| Sunweb \| + 31 s \| \| \| 6.ª \| Ashleigh Moolman-Pasio \| CCC-Liv \| + 31 s \| \| \| 7.ª \| Katarzyna Niewiadoma \| Canyon-SRAM Racing \| + 31 s \| \| \| 8.ª \| Emma White \| Rally Cycling \| + 31 s \| \| \| 9.ª \| Olga Zabelínskaya \| Cogeas-Mettler-Look Pro Cycling Team \| + 32 s \| \| \| 10.ª \| Brodie Chapman \| Tibco-Silicon Valley Bank \| + 33 s \| \| |                        |                                      |                 |
| |                        |                                      |                 |
| Fuente: ProCyclingStats |                        |                                      |                 |
| Clasificación general |                        |                                      |                 |
| Ciclista | Ciclista               | Equipo                               | Tiempo          |
| 1.ª | Anna van der Breggen   | Boels Dolmans                        | 2 h 36 min 04 s |
| 2.ª | Elisa Balsamo          | Valcar Cylance                       | + 25 s          |
| 3.ª | Arlenis Sierra         | Astana Women's Team                  | + 27 s          |
| 4.ª | Lizzie Deignan         | Trek-Segafredo                       | + 29 s          |
| 5.ª | Leah Kirchmann         | Sunweb                               | + 31 s          |
| 6.ª | Ashleigh Moolman-Pasio | CCC-Liv                              | + 31 s          |
| 7.ª | Katarzyna Niewiadoma   | Canyon-SRAM Racing                   | + 31 s          |
| 8.ª | Emma White             | Rally Cycling                        | + 31 s          |
| 9.ª | Olga Zabelínskaya      | Cogeas-Mettler-Look Pro Cycling Team | + 32 s          |
| 10.ª | Brodie Chapman         | Tibco-Silicon Valley Bank            | + 33 s          |

### 2.ª etapa
| Ontario - Monte San Antonio | etapa de montaña | (74 km) |

| \| Clasificación de la etapa \| Clasificación de la etapa \| Clasificación de la etapa \| Clasificación de la etapa \| Clasificación de la etapa \| \| Ciclista \| Ciclista \| Equipo \| Tiempo \| \| \| ------------------------- \| ------------------------- \| ------------------------------------ \| ------------------------- \| ------------------------- \| \| 1.ª \| Katie Hall \| Boels Dolmans \| 2 h 36 min 39 s \| \| \| 2.ª \| Anna van der Breggen \| Boels Dolmans \| + 0 s \| \| \| 3.ª \| Ashleigh Moolman-Pasio \| CCC-Liv \| + 33 s \| \| \| 4.ª \| Clara Koppenburg \| WNT-Rotor Pro Cycling \| + 46 s \| \| \| 5.ª \| Omer Shapira \| Canyon-SRAM Racing \| + 57 s \| \| \| 6.ª \| Katarzyna Niewiadoma \| Canyon-SRAM Racing \| + 57 s \| \| \| 7.ª \| Brodie Chapman \| Tibco-Silicon Valley Bank \| + 1 min 08 s \| \| \| 8.ª \| Emma Grant \| Sho-Air Twenty20 \| + 1 min 15 s \| \| \| 9.ª \| Kristabel Doebel-Hickok \| Rally Cycling \| + 1 min 19 s \| \| \| 10.ª \| Amber Neben \| Cogeas-Mettler-Look Pro Cycling Team \| + 1 min 37 s \| \| |                         |                                      |                 |
| |                         |                                      |                 |
| Fuente: ProCyclingStats |                         |                                      |                 |
| Clasificación de la etapa |                         |                                      |                 |
| Ciclista | Ciclista                | Equipo                               | Tiempo          |
| 1.ª | Katie Hall              | Boels Dolmans                        | 2 h 36 min 39 s |
| 2.ª | Anna van der Breggen    | Boels Dolmans                        | + 0 s           |
| 3.ª | Ashleigh Moolman-Pasio  | CCC-Liv                              | + 33 s          |
| 4.ª | Clara Koppenburg        | WNT-Rotor Pro Cycling                | + 46 s          |
| 5.ª | Omer Shapira            | Canyon-SRAM Racing                   | + 57 s          |
| 6.ª | Katarzyna Niewiadoma    | Canyon-SRAM Racing                   | + 57 s          |
| 7.ª | Brodie Chapman          | Tibco-Silicon Valley Bank            | + 1 min 08 s    |
| 8.ª | Emma Grant              | Sho-Air Twenty20                     | + 1 min 15 s    |
| 9.ª | Kristabel Doebel-Hickok | Rally Cycling                        | + 1 min 19 s    |
| 10.ª | Amber Neben             | Cogeas-Mettler-Look Pro Cycling Team | + 1 min 37 s    |

| \| Clasificación general \| Clasificación general \| Clasificación general \| Clasificación general \| Clasificación general \| \| Ciclista \| Ciclista \| Equipo \| Tiempo \| \| \| --------------------- \| ----------------------- \| ------------------------- \| --------------------- \| --------------------- \| \| 1.ª \| Anna van der Breggen \| Boels Dolmans \| 5 h 12 min 37 s \| \| \| 2.ª \| Katie Hall \| Boels Dolmans \| + 29 s \| \| \| 3.ª \| Ashleigh Moolman-Pasio \| CCC-Liv \| + 1 min 06 s \| \| \| 4.ª \| Clara Koppenburg \| WNT-Rotor Pro Cycling \| + 1 min 25 s \| \| \| 5.ª \| Katarzyna Niewiadoma \| Canyon-SRAM Racing \| + 1 min 34 s \| \| \| 6.ª \| Brodie Chapman \| Tibco-Silicon Valley Bank \| + 1 min 47 s \| \| \| 7.ª \| Kristabel Doebel-Hickok \| Rally Cycling \| + 1 min 58 s \| \| \| 8.ª \| Omer Shapira \| Canyon-SRAM Racing \| + 2 min 12 s \| \| \| 9.ª \| Emma Grant \| Sho-Air Twenty20 \| + 2 min 15 s \| \| \| 10.ª \| Pauliena Rooijakkers \| CCC-Liv \| + 2 min 30 s \| \| |                         |                           |                 |
| |                         |                           |                 |
| Fuente: ProCyclingStats |                         |                           |                 |
| Clasificación general |                         |                           |                 |
| Ciclista | Ciclista                | Equipo                    | Tiempo          |
| 1.ª | Anna van der Breggen    | Boels Dolmans             | 5 h 12 min 37 s |
| 2.ª | Katie Hall              | Boels Dolmans             | + 29 s          |
| 3.ª | Ashleigh Moolman-Pasio  | CCC-Liv                   | + 1 min 06 s    |
| 4.ª | Clara Koppenburg        | WNT-Rotor Pro Cycling     | + 1 min 25 s    |
| 5.ª | Katarzyna Niewiadoma    | Canyon-SRAM Racing        | + 1 min 34 s    |
| 6.ª | Brodie Chapman          | Tibco-Silicon Valley Bank | + 1 min 47 s    |
| 7.ª | Kristabel Doebel-Hickok | Rally Cycling             | + 1 min 58 s    |
| 8.ª | Omer Shapira            | Canyon-SRAM Racing        | + 2 min 12 s    |
| 9.ª | Emma Grant              | Sho-Air Twenty20          | + 2 min 15 s    |
| 10.ª | Pauliena Rooijakkers    | CCC-Liv                   | + 2 min 30 s    |

### 3.ª etapa
| Santa Clarita - Pasadena | etapa escarpada | (115,5 km) |

| \| Clasificación de la etapa \| Clasificación de la etapa \| Clasificación de la etapa \| Clasificación de la etapa \| Clasificación de la etapa \| \| Ciclista \| Ciclista \| Equipo \| Tiempo \| \| \| ------------------------- \| ------------------------- \| ------------------------- \| ------------------------- \| ------------------------- \| \| 1.ª \| Elisa Balsamo \| Valcar Cylance \| 3 h 19 min 57 s \| \| \| 2.ª \| Arlenis Sierra \| Astana Women's Team \| + 0 s \| \| \| 3.ª \| Leigh Ann Ganzar \| Hagens Berman-Supermint \| + 0 s \| \| \| 4.ª \| Chloé Dygert \| Sho-Air Twenty20 \| + 0 s \| \| \| 5.ª \| Leah Kirchmann \| Sunweb \| + 0 s \| \| \| 6.ª \| Lisa Klein \| Canyon-SRAM Racing \| + 0 s \| \| \| 7.ª \| Lizzie Deignan \| Trek-Segafredo \| + 0 s \| \| \| 8.ª \| Brodie Chapman \| Tibco-Silicon Valley Bank \| + 0 s \| \| \| 9.ª \| Tatiana Guderzo \| Bepink \| + 0 s \| \| \| 10.ª \| Sara Bergen \| Rally Cycling \| + 0 s \| \| |                  |                           |                 |
| |                  |                           |                 |
| Fuente: ProCyclingStats |                  |                           |                 |
| Clasificación de la etapa |                  |                           |                 |
| Ciclista | Ciclista         | Equipo                    | Tiempo          |
| 1.ª | Elisa Balsamo    | Valcar Cylance            | 3 h 19 min 57 s |
| 2.ª | Arlenis Sierra   | Astana Women's Team       | + 0 s           |
| 3.ª | Leigh Ann Ganzar | Hagens Berman-Supermint   | + 0 s           |
| 4.ª | Chloé Dygert     | Sho-Air Twenty20          | + 0 s           |
| 5.ª | Leah Kirchmann   | Sunweb                    | + 0 s           |
| 6.ª | Lisa Klein       | Canyon-SRAM Racing        | + 0 s           |
| 7.ª | Lizzie Deignan   | Trek-Segafredo            | + 0 s           |
| 8.ª | Brodie Chapman   | Tibco-Silicon Valley Bank | + 0 s           |
| 9.ª | Tatiana Guderzo  | Bepink                    | + 0 s           |
| 10.ª | Sara Bergen      | Rally Cycling             | + 0 s           |

## Clasificaciones finales
Las clasificaciones finalizaron de la siguiente forma:

### Clasificación general
| \| Clasificación general \| Clasificación general \| Clasificación general \| Clasificación general \| Clasificación general \| \| Ciclista \| Ciclista \| Equipo \| Tiempo \| \| \| --------------------- \| ----------------------- \| ------------------------- \| --------------------- \| --------------------- \| \| 1.ª \| Anna van der Breggen \| Boels Dolmans \| 8 h 32 min 34 s \| \| \| 2.ª \| Katie Hall \| Boels Dolmans \| + 29 s \| \| \| 3.ª \| Ashleigh Moolman-Pasio \| CCC-Liv \| + 1 min 06 s \| \| \| 4.ª \| Clara Koppenburg \| WNT-Rotor Pro Cycling \| + 1 min 25 s \| \| \| 5.ª \| Katarzyna Niewiadoma \| Canyon-SRAM Racing \| + 1 min 34 s \| \| \| 6.ª \| Brodie Chapman \| Tibco-Silicon Valley Bank \| + 1 min 46 s \| \| \| 7.ª \| Kristabel Doebel-Hickok \| Rally Cycling \| + 1 min 58 s \| \| \| 8.ª \| Omer Shapira \| Canyon-SRAM Racing \| + 2 min 12 s \| \| \| 9.ª \| Emma Grant \| Sho-Air Twenty20 \| + 2 min 15 s \| \| \| 10.ª \| Pauliena Rooijakkers \| CCC-Liv \| + 2 min 28 s \| \| |                         |                           |                 |
| |                         |                           |                 |
| Fuente: ProCyclingStats |                         |                           |                 |
| Clasificación general |                         |                           |                 |
| Ciclista | Ciclista                | Equipo                    | Tiempo          |
| 1.ª | Anna van der Breggen    | Boels Dolmans             | 8 h 32 min 34 s |
| 2.ª | Katie Hall              | Boels Dolmans             | + 29 s          |
| 3.ª | Ashleigh Moolman-Pasio  | CCC-Liv                   | + 1 min 06 s    |
| 4.ª | Clara Koppenburg        | WNT-Rotor Pro Cycling     | + 1 min 25 s    |
| 5.ª | Katarzyna Niewiadoma    | Canyon-SRAM Racing        | + 1 min 34 s    |
| 6.ª | Brodie Chapman          | Tibco-Silicon Valley Bank | + 1 min 46 s    |
| 7.ª | Kristabel Doebel-Hickok | Rally Cycling             | + 1 min 58 s    |
| 8.ª | Omer Shapira            | Canyon-SRAM Racing        | + 2 min 12 s    |
| 9.ª | Emma Grant              | Sho-Air Twenty20          | + 2 min 15 s    |
| 10.ª | Pauliena Rooijakkers    | CCC-Liv                   | + 2 min 28 s    |

### Clasificación por puntos
| Clasificación por puntos | Clasificación por puntos | Clasificación por puntos  | Clasificación por puntos | Clasificación por puntos |
| Ciclista                 | Ciclista                 | Equipo                    | Puntos                   |                          |
| ------------------------ | ------------------------ | ------------------------- | ------------------------ | ------------------------ |
| 1.ª                      | Anna van der Breggen     | Boels Dolmans             | 30 pts                   |                          |
| 2.ª                      | Elisa Balsamo            | Valcar Cylance            | 27 pts                   |                          |
| 3.ª                      | Arlenis Sierra           | Astana Women's Team       | 21 pts                   |                          |
| 4.ª                      | Katie Hall               | Boels Dolmans             | 15 pts                   |                          |
| 5.ª                      | Ashleigh Moolman-Pasio   | CCC-Liv                   | 15 pts                   |                          |
| 6.ª                      | Leah Kirchmann           | Sunweb                    | 13 pts                   |                          |
| 7.ª                      | Katarzyna Niewiadoma     | Canyon-SRAM Racing        | 10 pts                   |                          |
| 8.ª                      | Brodie Chapman           | Tibco-Silicon Valley Bank | 10 pts                   |                          |
| 9.ª                      | Lizzie Deignan           | Trek-Segafredo            | 9 pts                    |                          |
| 10.ª                     | Leigh Ann Ganzar         | Hagens Berman-Supermint   | 9 pts                    |                          |

### Clasificación de la montaña
| Clasificación de la montaña | Clasificación de la montaña | Clasificación de la montaña          | Clasificación de la montaña | Clasificación de la montaña |
| Ciclista                    | Ciclista                    | Equipo                               | Puntos                      |                             |
| --------------------------- | --------------------------- | ------------------------------------ | --------------------------- | --------------------------- |
| 1.ª                         | Liliana Moreno              | Astana Women's Team                  | 21 pts                      |                             |
| 2.ª                         | Katie Hall                  | Boels Dolmans                        | 18 pts                      |                             |
| 3.ª                         | Anna Christian              | Drops                                | 16 pts                      |                             |
| 4.ª                         | Anna van der Breggen        | Boels Dolmans                        | 13 pts                      |                             |
| 5.ª                         | Ashleigh Moolman-Pasio      | CCC-Liv                              | 12 pts                      |                             |
| 6.ª                         | Clara Koppenburg            | WNT-Rotor Pro Cycling                | 9 pts                       |                             |
| 7.ª                         | Omer Shapira                | Canyon-SRAM Racing                   | 8 pts                       |                             |
| 8.ª                         | Katarzyna Niewiadoma        | Canyon-SRAM Racing                   | 7 pts                       |                             |
| 9.ª                         | Brodie Chapman              | Tibco-Silicon Valley Bank            | 6 pts                       |                             |
| 10.ª                        | Olga Zabelínskaya           | Cogeas-Mettler-Look Pro Cycling Team | 6 pts                       |                             |

### Clasificación por equipos
| Clasificación por equipos | Clasificación por equipos | Clasificación por equipos | Clasificación por equipos |
| Equipo                    | Equipo                    | Tiempo                    |                           |
| ------------------------- | ------------------------- | ------------------------- | ------------------------- |
| 1.º                       | Canyon-SRAM Racing        | 25 h 45 min 37 s          |                           |
| 2.º                       | Cogeas-Mettler            | + 1 min 29 s              |                           |
| 3.º                       | WNT-Rotor Pro Cycling     | + 2 min 34 s              |                           |
| 4.º                       | Trek-Segafredo            | + 6 min 28 s              |                           |
| 5.º                       | Sunweb Women              | + 8 min 48 s              |                           |
| 6.º                       | Sho-Air Twenty20          | + 11 min 33 s             |                           |
| 7.º                       | Astana Women's            | + 14 min 22 s             |                           |
| 8.º                       | CCC-Liv                   | + 17 min 48 s             |                           |
| 9.º                       | Rally UHC Cycling Women   | + 19 min 30 s             |                           |
| 10.º                      | Valcar Cylance            | + 19 min 45 s             |                           |

## Evolución de las clasificaciones
| Etapa                   | Vencedora               | Clasificación general | Clasificación por puntos | Clasificación de la montaña | Clasificación de las jóvenes | Clasificación de la combatividad | Clasificación por equipos |
| ----------------------- | ----------------------- | --------------------- | ------------------------ | --------------------------- | ---------------------------- | -------------------------------- | ------------------------- |
| 1.ª                     | Anna van der Breggen    | Anna van der Breggen  | Anna van der Breggen     | Liliana Moreno              | Elisa Balsamo                | Lindsay Goldman                  | WNT-Rotor                 |
| 2.ª                     | Katie Hall              | Anna van der Breggen  | Anna van der Breggen     | Katie Hall                  | Juliette Labous              | Omer Shapira                     | Canyon SRAM Racing        |
| 3.ª                     | Elisa Balsamo           | Anna van der Breggen  | Anna van der Breggen     | Liliana Moreno              | Juliette Labous              | Kathrin Hammes                   | Canyon SRAM Racing        |
| Clasificaciones finales | Clasificaciones finales | Anna van der Breggen  | Anna van der Breggen     | Liliana Moreno              | Juliette Labous              | no se entregó                    | Canyon SRAM Racing        |

## Ciclistas participantes y posiciones finales
Convenciones:
- AB-N: Abandono en la etapa "N"
- FLT-N: Retiro por llegada fuera del límite de tiempo en la etapa "N"
- NTS-N: No tomó la salida para la etapa "N"
- DES-N: Descalificado o expulsado en la etapa "N"

## UCI WorldTour Femenino
El Tour de California femenino otorgó puntos para el UCI WorldTour Femenino 2019 y el UCI World Ranking Femenino, incluyendo a todas las corredoras de los equipos en las categorías UCI Team Femenino. Las siguientes tablas muestran el baremo de puntuación y las 10 corredoras que obtuvieron más puntos:
| Posición              | 1.ª | 2.ª | 3.ª | 4.ª | 5.ª | 6.ª | 7.ª | 8.ª | 9.ª | 10.ª | 11.ª | 12.ª | 13.ª | 14.ª | 15.ª | 16.ª-30.ª | 31.ª-40.ª |
| Clasificación general | 200 | 150 | 125 | 100 | 85  | 70  | 60  | 50  | 40  | 35   | 30   | 25   | 20   | 15   | 10   | 5         | 3         |
| Por etapa             | 25  | 20  | 18  | 16  | 14  | 12  | 10  | 8   | 6   | 4    |      |      |      |      |      |           |           |
| Líder                 | 5   |     |     |     |     |     |     |     |     |      |      |      |      |      |      |           |           |

| Clasificación |                         |                    |         |       |       |       |
| Posición      | Ciclista                | Equipo             | General | Etapa | Líder | Total |
| ------------- | ----------------------- | ------------------ | ------- | ----- | ----- | ----- |
| 1.ª           | Anna van der Breggen    | Boels-Dolmans      | 200     | 45    | 10    | 255   |
| 2.ª           | Katie Hall              | Boels-Dolmans      | 150     | 25    | -     | 175   |
| 3.ª           | Ashleigh Moolman        | CCC-Liv            | 125     | 32    | -     | 157   |
| 4.ª           | Clara Koppenburg        | WNT-Rotor          | 100     | 16    | -     | 116   |
| 5.ª           | Katarzyna Niewiadoma    | Canyon SRAM Racing | 85      | 24    | -     | 109   |
| 6.ª           | Brodie Chapman          | Tibco-SVB          | 70      | 24    | -     | 94    |
| 7.ª           | Kristabel Doebel-Hickok | Rally UHC          | 60      | 6     | -     | 66    |
| 8.ª           | Omer Shapira            | Canyon SRAM Racing | 50      | 14    | -     | 64    |
| 9.ª           | Emma Grant              | Sho-Air Twenty20   | 40      | 8     | -     | 48    |
| 10.ª          | Elisa Balsamo           | Valcar Cylance     | 3       | 45    | -     | 48    |